# Vantagem do heterozigoto
Uma vantagem do heterozigoto é quando um genótipo heterozigoto tem uma aptidão maior do que os genótipos homozigotos. O específico caso de vantagem do heterozigoto por um único locus é conhecido por sobredominância.
Polimorfismo pode ser mantido pela seleção que favorece o heterozigoto, e este mecanismo é usado apra explicar a ocorrência de alguns tipo de variação genética. Um exemplo comum é o caso onde o heterozigoto possui tanto vantagem quanto desvantagem, enquanto o homozigoto possui apenas desvantagem. Um conhecido caso de vantagem do heterozigoto é o gene que provoca a anemia falciforme.
Vantagem do heterozigoto é o mais importante mecanismo para o vigor híbrido, em que a melhora de uma função e qualidade biológica se dá em indivíduos híbridos.